# Charlotta Cordayová
Charlotta Cordayová (27. července 1768 Saint-Saturnin-des-Ligneries – 17. července 1793 Paříž), celým jménem Marie-Anne-Charlotte Corday d'Armont, byla francouzská revolucionářka a atentátnice, která zavraždila Jeana-Paula Marata, jednoho z vůdců Velké francouzské revoluce.

## Život
Charlotte Corday pocházela ze zchudlé šlechtické rodiny. Její otec se jmenoval François de Corday d'Armont, matka byla Jacqueline-Charlotte-Marie rozená de Gontier des Autiers. Charlotte byla pravnučkou dramatika Pierra Corneille. Po smrti matky byla poslána do kláštera v Caen v Normandii, kde byla vychovávána od svých třinácti let, a žila v něm do roku 1790, kdy byl klášter zrušen. Poté ji přijala její teta, Madame de Bretteville v Caen, u níž žila až do svého rozhodnutí odjet do Paříže.
Charlotte četla Rousseauovy knihy a nadchla se pro ideje Velké francouzské revoluce. Stala se přívrženkyní girondistů, tedy relativně umírněného revolučního směru. Rozrušena z postupujícího útlaku i popravou krále Ludvíka XVI., rozhodla se zabít Jeana-Paula Marata, radikálního kordeliéra, který se značnou měrou přičinil o nastolení Hrůzovlády.
Dne 9. července 1793 odjela Charlotte z Caen do Paříže, kam dorazila 11. července. Vzala si s sebou vydání Plutarchových Paralelních životopisů. Po příjezdu do hlavního města se jala hledat Jeana-Paula Marata. Na tržišti koupila kuchyňský nůž a poté napsala dopis se smyšleným obsahem, který chtěla Maratovi předat. Když Marata nenašla v Konventu, vyrazila za ním do jeho domu.

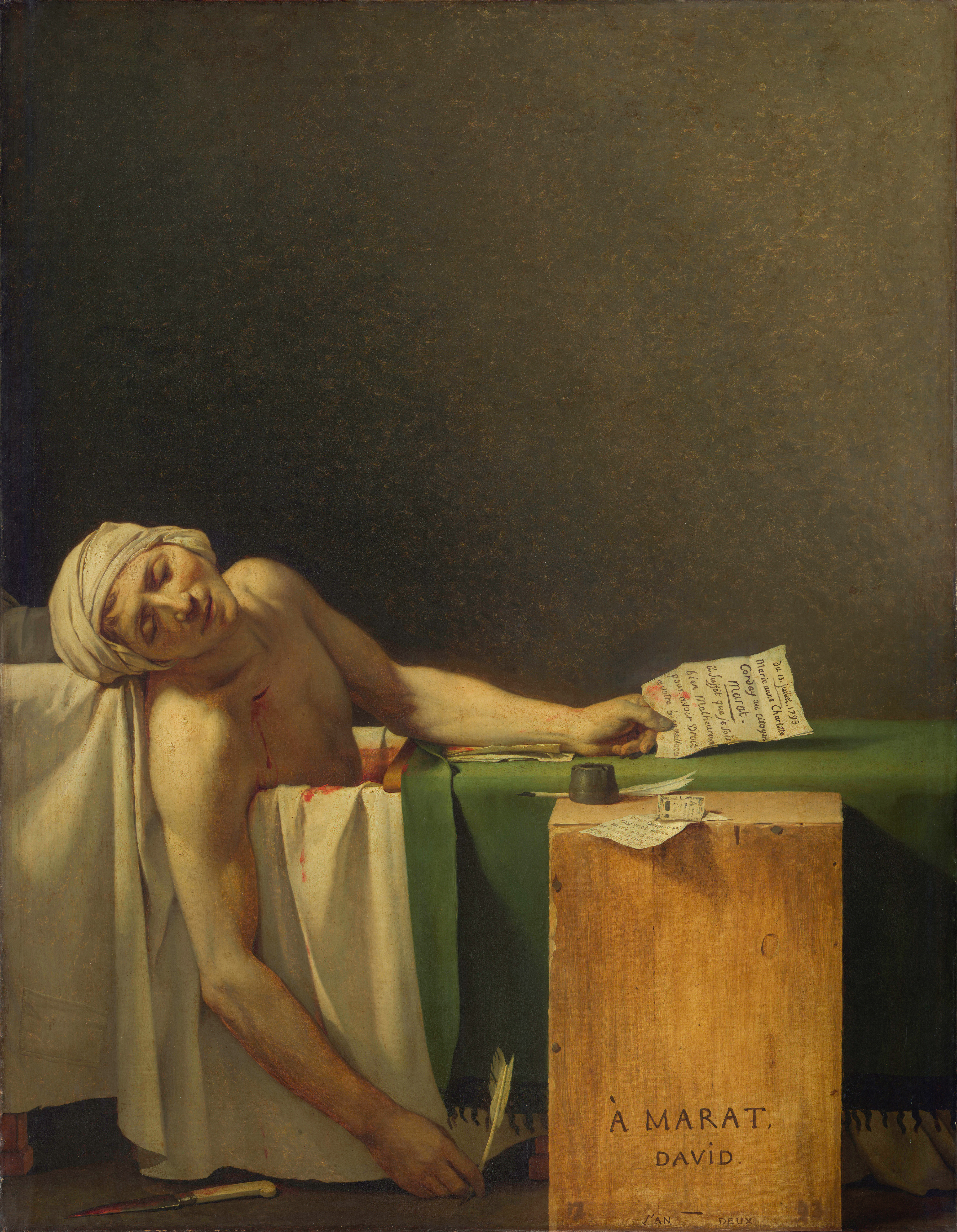
Maratova smrt, obraz od Davida

Jean-Paul Marat ji přijal sedě ve své vaně – trpěl lupénkou a pro zmírnění bolesti odpočíval v lázni. Jako důvod své návštěvy uvedla udání caenských girondistů. Zatímco Marat zapisoval smyšlená jména, vytáhla Charlotte nůž ukrytý pod šatem a vbodla mu jej do hrudi. Marat stačil pouze vykřiknout a zemřel. Charlotte byla okamžitě zatčena a uvržena do pařížské věznice Conciergerie. Ten večer napsala dopis svému otci (jeho obsah je znám, neboť byl čten během jejího soudního procesu).
Odpusťte mi, můj drahý otče, že jsem se svým životem jednala bez Vašeho svolení. Pomstila jsem nevinné oběti a předešla dalším katastrofám. Lid se jednoho dne zaraduje, že byl zbaven tyrana. (…) Sbohem, můj drahý otče, prosím Vás, abyste na mě zapomněl, nebo spíše se radoval z mého odchodu, jehož příčina je tak krásná. Líbám svou sestru a miluji ji z celého srdce, stejně jako všechny mé příbuzné. Nezapomeňte ten verš z Corneille:
Zločin je potupa, ne popraviště!
Následujícího dne byla Charlotte předvedena před Revoluční tribunál, kde byla odsouzena ke stětí gilotinou. Na popraviště byla vezena v červené košili, jakou museli nosit zrádci. Před popravou odmítla kněze. Jejím posledním přáním bylo, aby jeden z členů národní gardy kreslil její portrét. Jako odměnu mu věnovala kadeř svých vlasů. Během celého procesu vykazovala Charlotte nevšední vyrovnanost a klid. Cestu na popraviště zaznamenal ve svých pamětech pařížský kat Sanson:

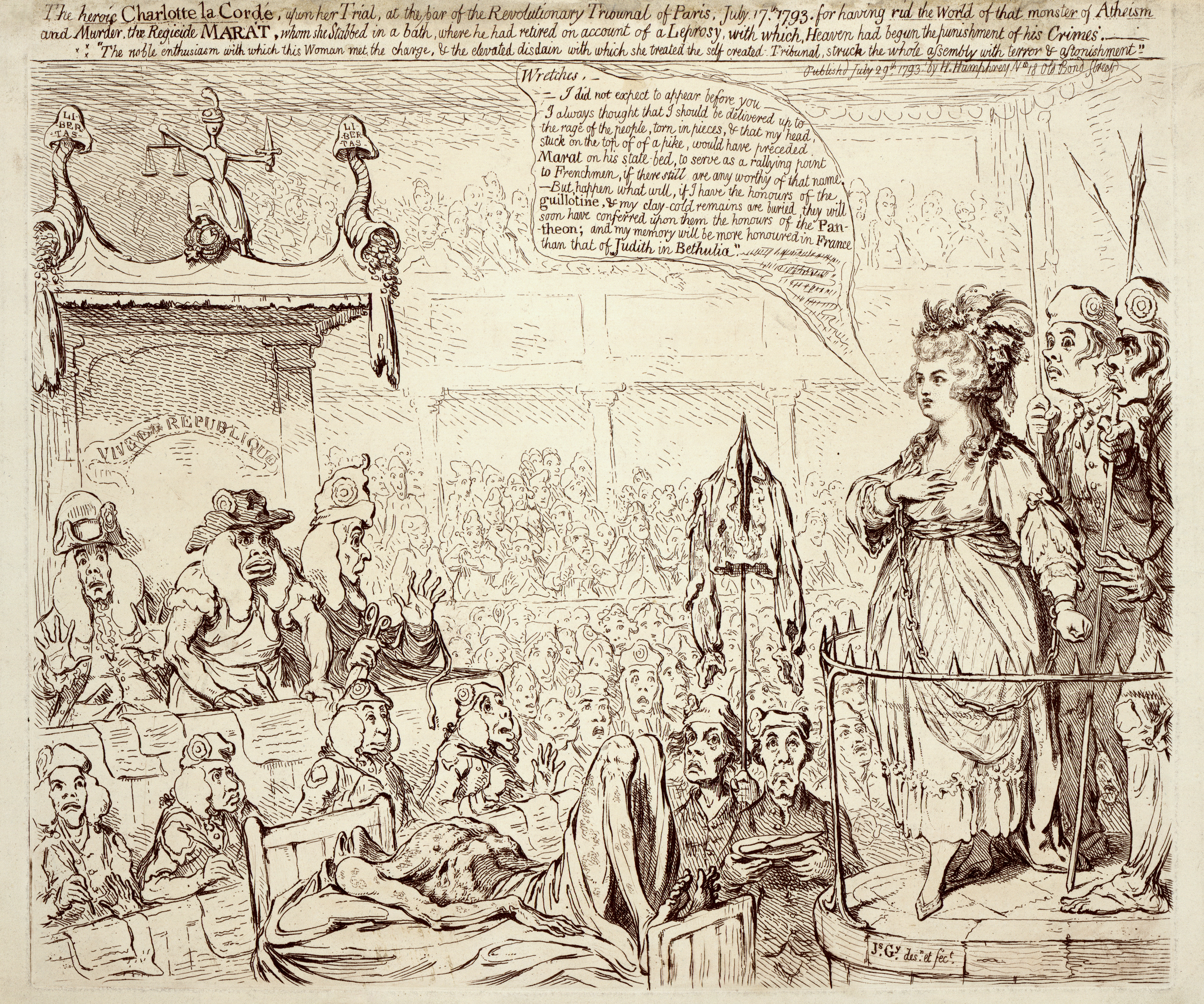
Soud Charlotty Cordayové

Vystoupili jsme na káru. Byla tam dvě místa k sezení, nabídl jsem jí, ať si sedne, odmítla. (…) Já jsem se každou chvíli otáčel, abych se na ní podíval a čím víc jsem se na ni díval, tím více jsem od ní nemohl odtrhnout oči. Nebylo to pro její krásu, která byla vskutku nevšední, ale zdálo se mi nemožné, že celou tu dobu zůstává tak klidná, odvážná (…) a stále jsem se ujišťoval, jestli neomdlela. (…) Když jsem řekl: „Trvá to dlouho, co?“, odpověděla jen: „Ach co! Však tam dojedeme.“ a její hlas byl zcela klidný. Když jsme dorazili na náměstí Revoluce, stoupl jsem si před ni, aby neviděla gilotinu. Ale podívala se na mě a řekla: „Vždyť mám právo být zvědavá. Nikdy jsem to neviděla.“
Maratova smrt však revoluční teror nezastavila, ba právě naopak rozdmýchala nový hon na nepřátele revoluce, kterému padla za oběť i bývalá královna Marie Antoinetta.

## Zajímavost
Zavražděním učinila Charlotte Corday z Jeana-Paula Marata nechtěně mučedníka revoluce a jeho busty nahradily krucifixy. Sama pak byla po krátkou dobu považována za zrůdu a špínu Francie. Po skončení revolučního teroru se však stala hrdinkou a byla mnohými označována jako obdoba Johanky z Arku. Tomu napomohla i skutečnost, že obdukcí po Charlottině smrti na popravišti bylo prokázáno, že byla ještě pannou.